# Кшлау-Єлга
Кшла́у-Єлга́ (рос. Кшлау-Елга, башк. Ҡышлауйылға) — присілок у складі Аскінського району Башкортостану, Росія. Адміністративний центр Кшлау-Єлгинської сільської ради.
Населення — 345 осіб (2010; 388 у 2002).
Національний склад:
- башкири — 96 %

Стара назва — Кашлау-Єлга.